# Mizuki Ichimaru
Mizuki Ichimaru (市丸 瑞希 Ichimaru Mizuki?), född 8 maj 1997, är en japansk fotbollsspelare.
I maj 2017 blev han uttagen i Japans trupp till U20-världsmästerskapet 2017.